# 勃艮第公國
勃艮第公国（法語：Duché de Bourgogne）是一个曾存在于918年－1482年间的欧洲国家，领土曾囊括今法国东部勃艮第-弗朗什-孔泰大区以及荷兰、比利时、卢森堡的低地区域，上下兩個主要部分由洛林和亞爾薩斯地區串連起來。
由斯堪地那维亚半岛迁徙到今法国东部一带的勃艮第人曾建立领土囊括今法国勃艮第地区等区域的勃艮第王国。勃艮第王国后来被法兰克王国兼并，成为法兰克王国的一个行省。法兰克王国解体后，西法兰克王国（后来的法兰西王国）获得过去勃艮第王国的领地中位于索恩河以西的部分，并建立起一个名为勃艮第公国的附庸，欧坦的理查于918年被封为勃艮第公爵。过去勃艮第王国的领地索恩河以东的部分则是由上勃艮第王国（阿尔勒王国）占有。1002年，勃艮第公爵亨利一世去世。因他没有留下合法的继承人，勃艮第公国出现继承危机，卡佩王朝统治下的法兰西王国与上勃艮第王国的一部分勃艮第伯国之间爆发继承战争。经过持久的战争，法兰西王国方面成功保有索恩河以西的领地。1032年，上勃艮第王国绝嗣，次年（1033年），上勃艮第王国领地并入神圣罗马帝国。1032年，卡佩王朝的法兰西国王亨利一世将勃艮第公国封给弟弟罗贝尔一世，勃艮第公国进入由卡佩王朝的支系勃艮第王朝统治的时代。
勃艮第王朝对勃艮第公国的统治持续了大约三百年，在此期间，通过联姻，勃艮第公国与属于神圣罗马帝国的勃艮第伯国统一为一个国家。1361年，勃艮第王朝的末代勃艮第公爵勃艮第的菲利普一世去世时没有留下继承人，勃艮第公国由法兰西国王、瓦卢瓦王朝的约翰二世继承。1363年，约翰二世将第四子勇敢的菲利普（菲利普二世）封至勃艮第公国，自此勃艮第公国由瓦卢瓦勃艮第王朝统治。在瓦卢瓦勃艮第王朝统治时期，勃艮第公国通过联姻、赎买等手段逐步扩大领地，并借英法百年战争之机迅速提高自身影响力，成为一支事实上独立于法国的政治力量。好人菲利普（腓力三世）时代，勃艮第公国已成为西欧的艺术中心，国家的富裕程度甚于英法两国。好人菲利普于1466年去世时，勃艮第公爵已统治着从低地到勃艮第地区的广大领土:405-406。
末代勃艮第公爵大胆查理即位后，勃艮第公国得到进一步扩张。大胆查理甚至在1473年一度有望加冕为王，建立起一个完全独立的勃艮第王国，但加冕一事却因神圣罗马帝国皇帝腓特烈三世反悔而无疾而终:405-406。
在英法百年战争结束后，法兰西王室与勃艮第公国之间的矛盾便开始凸显。力求加强中央集权、整合法兰西王国的路易十一与末代勃艮第公爵之间关系恶劣。路易十一用各种手段孤立勃艮第公爵大胆查理，令大胆查理陷入内外交困的窘境。1477年，大胆查理在南锡战役中兵败身亡。因大胆查理未留下男性继承人而勃艮第公国不承认女性继承权，导致大胆查理治下的领地被法奥两国借机瓜分，勃艮第公国就此成为历史。

## 历史

### 缘起
勃艮第公国的前身勃艮第王国是由勃艮第人建立的。勃艮第人原本居住在斯堪地那维亚半岛，后来迁徙到今法国东部一带。通过与罗马人结盟、为罗马人在战争中出力，勃艮第人一度建立起实力强大的勃艮第王国。后来，勃艮第王国被法兰克王国吞并，成为法兰克王国的一个行省。法兰克王国解体后，日耳曼的加洛林人于9世纪建立起一个名为上勃艮第王国的国家。这个国家一度统治旧勃艮第王国领地中索恩河以东的部分，而索恩河以西的部分则是由西法兰克王国（即后来的法兰西王国）控制。在由西法兰克王国控制的领地上，一个名为勃艮第公国的附庸建立了起来，欧坦的理查于918年被封为第一代勃艮第公爵:61-62。
1002年，勃艮第公爵亨利一世在无嗣的情况下去世，使勃艮第公国陷入继承危机。法兰西王国与属于上勃艮第王国的勃艮第伯国均主张拥有勃艮第公国继承权，导致两国之间爆发继承战争。经过长时间的战争，法兰西王国方面成功确保了对勃艮第公国的控制权:92-93。
1032年上勃艮第王国绝嗣，领地于次年并入神圣罗马帝国。同样是在1032年，卡佩王朝的法兰西国王亨利一世将弟弟罗贝尔一世册封为勃艮第公爵，勃艮第公国由此进入卡佩王朝的支系勃艮第王朝统治的时代。

### 勃艮第王朝

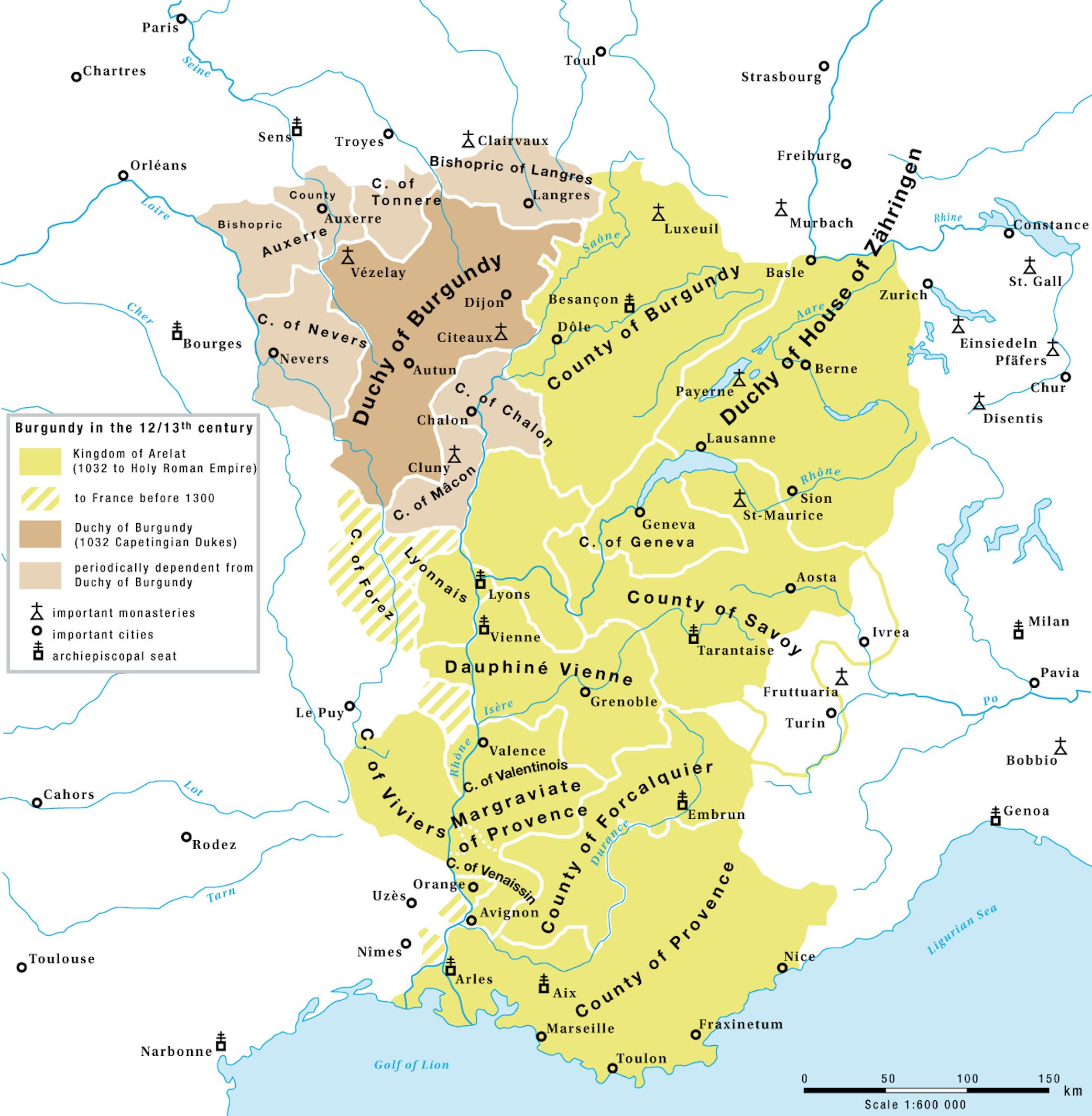
勃艮第王朝统治初期时勃艮第公国的疆域（以棕色标出）

以罗贝尔一世为始祖的勃艮第王朝统治了勃艮第公国三百余年。勃艮第王朝当政时期，勃艮第公国采取忠诚于法兰西国王的对外政策。这一时期的历代勃艮第公爵也通过联姻的手段逐步扩大领地。这一时期，勃艮第公国的经济亦有一定发展，例如公国的首都第戎发展成了一座重要的商业城市。1335年，勃艮第公爵厄德四世通过一桩与勃艮第女伯爵让娜三世的政治联姻获得了勃艮第伯国的继承权，使勃艮第公国与勃艮第伯国合二为一。

### 第二次继承危机
1361年，勃艮第王朝最后一代勃艮第公爵菲利普一世在无嗣的情况下去世。原勃艮第公国的领地由瓦卢瓦王朝的法兰西国王约翰二世（好人）继承，而原勃艮第伯国的领地则是归入佛兰德伯爵名下。1363年，作为对他第四个儿子勇敢的菲利普在普瓦捷战役中英勇表现的回报，约翰二世将勃艮第公国封给他第四个儿子勇敢的菲利普，是为菲利普二世，勃艮第进入由瓦卢瓦王朝支系瓦卢瓦勃艮第王朝统治的时代。但勃艮第公国后来开始采取反法的外交政策，成为法兰西王国的威胁之一。

### 逐步壮大、介入百年战争

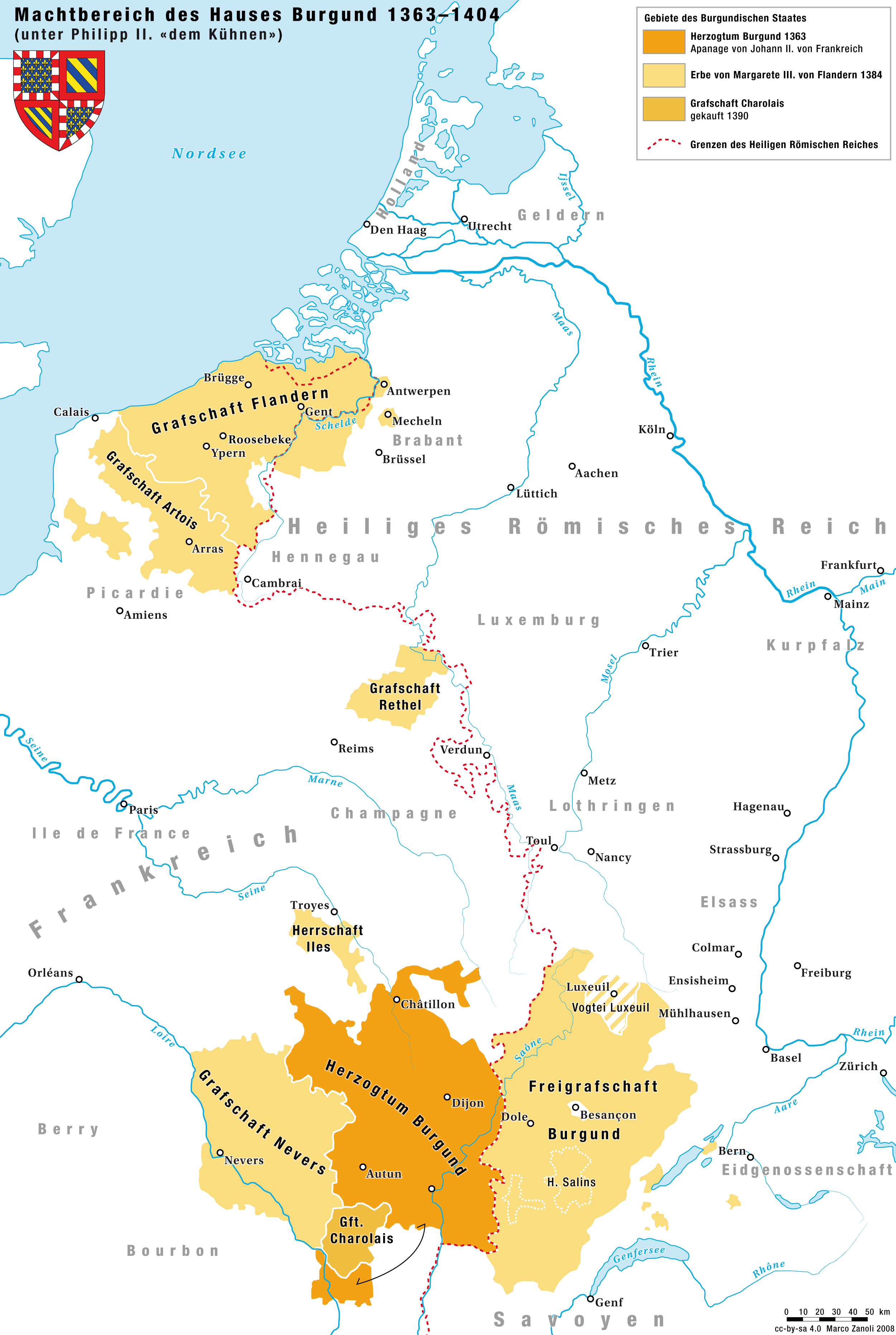
勇敢的菲利普在位时勃艮第公爵名下的领地，主要包括原勃艮第公国、勃艮第伯国、佛兰德伯国等领地

勇敢的菲利普成为勃艮第公爵时，正值英法百年战争期间。借此机会，勃艮第公国通过介入英法之间的战争逐步扩大势力，成为西欧的一支强大势力。
瓦卢瓦勃艮第王朝的勃艮第公爵一直寻求将名下位于勃艮第地区与低地地区的领地结合为一个整体。为了达成这一目标，在瓦卢瓦勃艮第王朝时期，勃艮第公爵不断在瓦隆尼亚、洛林，以及香槟地区扩展势力。如果勃艮第公爵能完成这一宏伟的目标，勃艮第公国将有望成为欧洲最强大的国家之一:405-406。
瓦卢瓦勃艮第王朝的初代勃艮第公爵勇敢的菲利普以“西部大公”自居。1369年，勇敢的菲利普与佛兰德女伯爵玛格丽特三世结婚。通过这桩政治联姻，菲利普二世获得了佛兰德伯国与勃艮第伯国等地的继承权，不仅重新统一勃艮第公国与勃艮第伯国，也使勃艮第公爵名下拥有了位于低地的领地。以此为开端，在接下来一百馀年中，瓦卢瓦勃艮第王朝的勃艮第公爵通过联姻、继承、权力转移，以及购买等手段逐步扩大名下的领地:405-406。
勇敢的菲利普曾积极参与法兰西王国的宫廷事务。勇敢的菲利普的兄长、法兰西国王查理五世于1380年去世时，继承人查理六世尚未成年，因此由几名大贵族组成了摄政议会，勇敢的菲利普是摄政议会的四名成员之一，而且在摄政议会中占主导地位。摄政议会在1388年失去了权力，但勇敢的菲利普在1392年之后借助因查理六世的精神问题而发生的一系列变故重掌权力、成为法兰西王国的实际统治者。勇敢的菲利普直到1404年去世都一直掌握法兰西王国的最高权力。
勇敢的菲利普于1404年去世后，他的长子无畏的约翰继承了勃艮第公爵。无畏的约翰曾参加十字军东征，但却在尼科波利斯战役中惨败。勇敢的菲利普死后，与王后巴伐利亚的伊莎贝拉关系匪浅的奥尔良公爵路易一世影响力逐步上升，而勃艮第公国一派影响力则不如过去。一系列事件使勇敢的菲利普与奥尔良公爵路易一世之间关系愈发紧张。1407年，无畏的约翰派人将奥尔良公爵路易一世刺杀。
奥尔良公爵路易一世遇刺后，爵位由子查理一世继承。查理一世与无畏的约翰分别支持不同的继承人继承法国王位，最终导致法兰西王国爆发内战。无畏的约翰出于自身利益，决定与占领法兰西王国土地的英格兰王国站在一起、向英格兰王国请求援军。1411年，无谓的约翰与英格兰国王亨利四世签订了一份盟约。在内战期间，英格兰王国于1415年趁机再开战端、重启对法战争。
1419年，无畏的约翰被阿马尼亚克派支持的王太子查理七世设计刺杀，他的爵位由儿子好人菲利普继承。

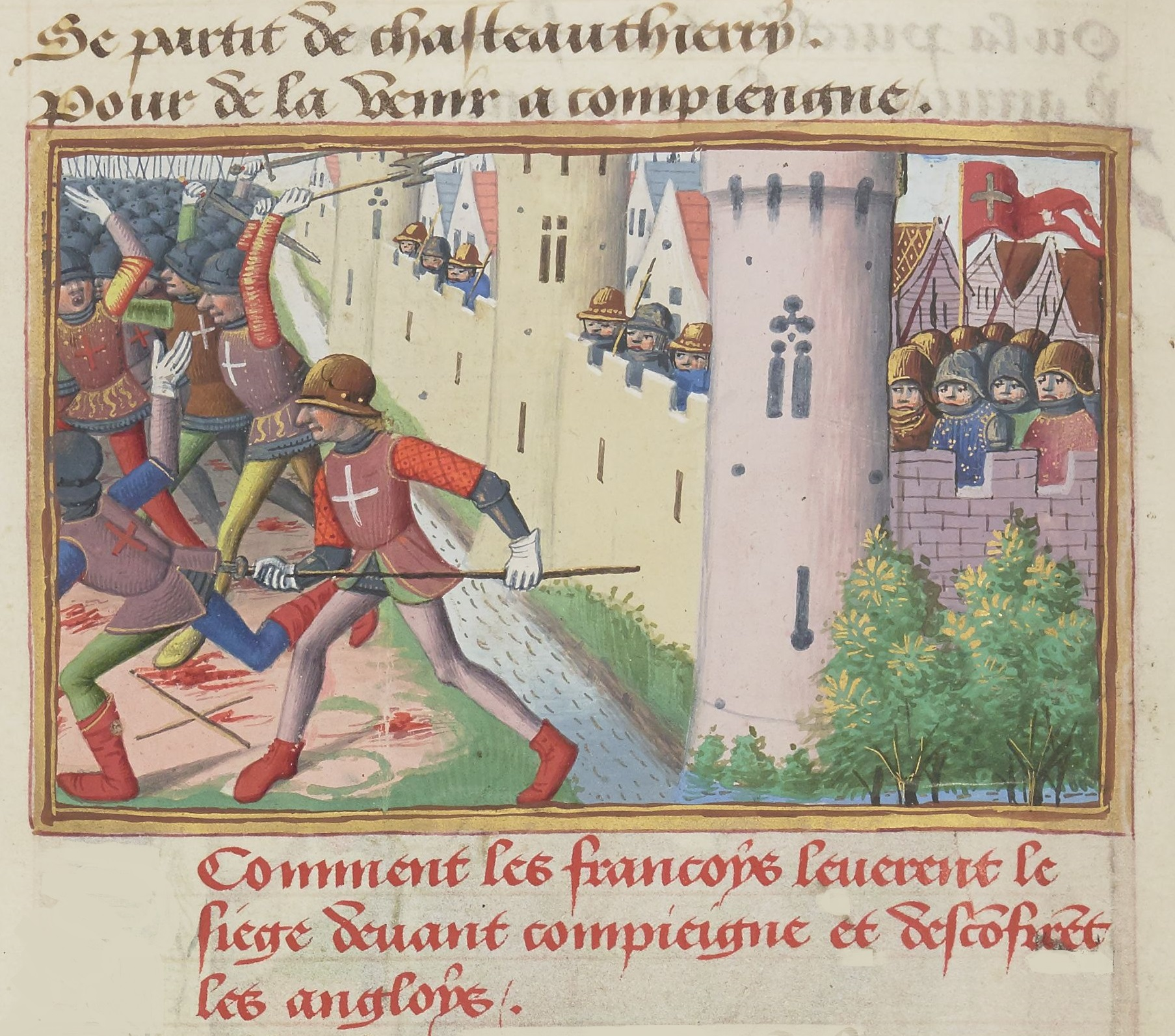
勃艮第公国军在贡比涅之围中俘获了圣女贞德，并将她交给了英格兰人

父亲无畏的约翰被王太子一党刺杀，使好人菲利普倒向了英格兰一方。在《阿拉斯条约》签订前，好人菲利普在百年战争中都与英格兰站在一方。获得勃艮第公国援助的英格兰王国在其后的战争中取得一系列胜利，占领了大片的法国领土。
圣女贞德的出现使百年战争的战局出现转机，法兰西王国开始陆续收复失去的领土。1430年，贡比涅之围战役中勃艮第公国的军队将圣女贞德俘获，并将她交给了英格兰人。后来，圣女贞德被英格兰方面处以火刑。

### 阿拉斯会议
圣女贞德被俘后，百年战争的战局一度陷入僵持。法兰西王国方面无法凑齐足以击溃英格兰与勃艮第联盟的军事实力，而勃艮第与英格兰也并非全无矛盾，例如双方在埃诺的继承问题上存在分歧，勃艮第公国开始向法兰西王国的立场靠近。1435年，阿拉斯会议召开，法兰西王国、英格兰王国，以及勃艮第公国都派出代表参加。这场会议并未使英法之间达成和平协定，英格兰方面的代表在会议中途便离开了，会议后半程只有勃艮第公国与法兰西王国参加。最后，勃艮第公国与法兰西王国达成了一致，勃艮第公国断绝与英格兰王国的盟约，许诺不再帮助英格兰人。勃艮第公国也获得了一些好处，例如法兰西王国许诺将皮卡第割让给勃艮第公国。这次会议的成果体现在会议后签订的《阿拉斯條约》上。阿拉斯会议后，勃艮第公国虽然名义上还是法兰西王国的臣属，但事实上已成为完全独立于法兰西王国的国家。而对法兰西王国来说，阿拉斯会议是一次外交上的胜利，为百年战争的最终胜利奠定了基础。
阿拉斯会议后，法兰西王国在军事上接连获得胜利，英格兰在1453年失去了除加来以外的所有欧洲大陆领地，英法百年战争以法国的胜利告终。

### 与法兰西国王的斗争

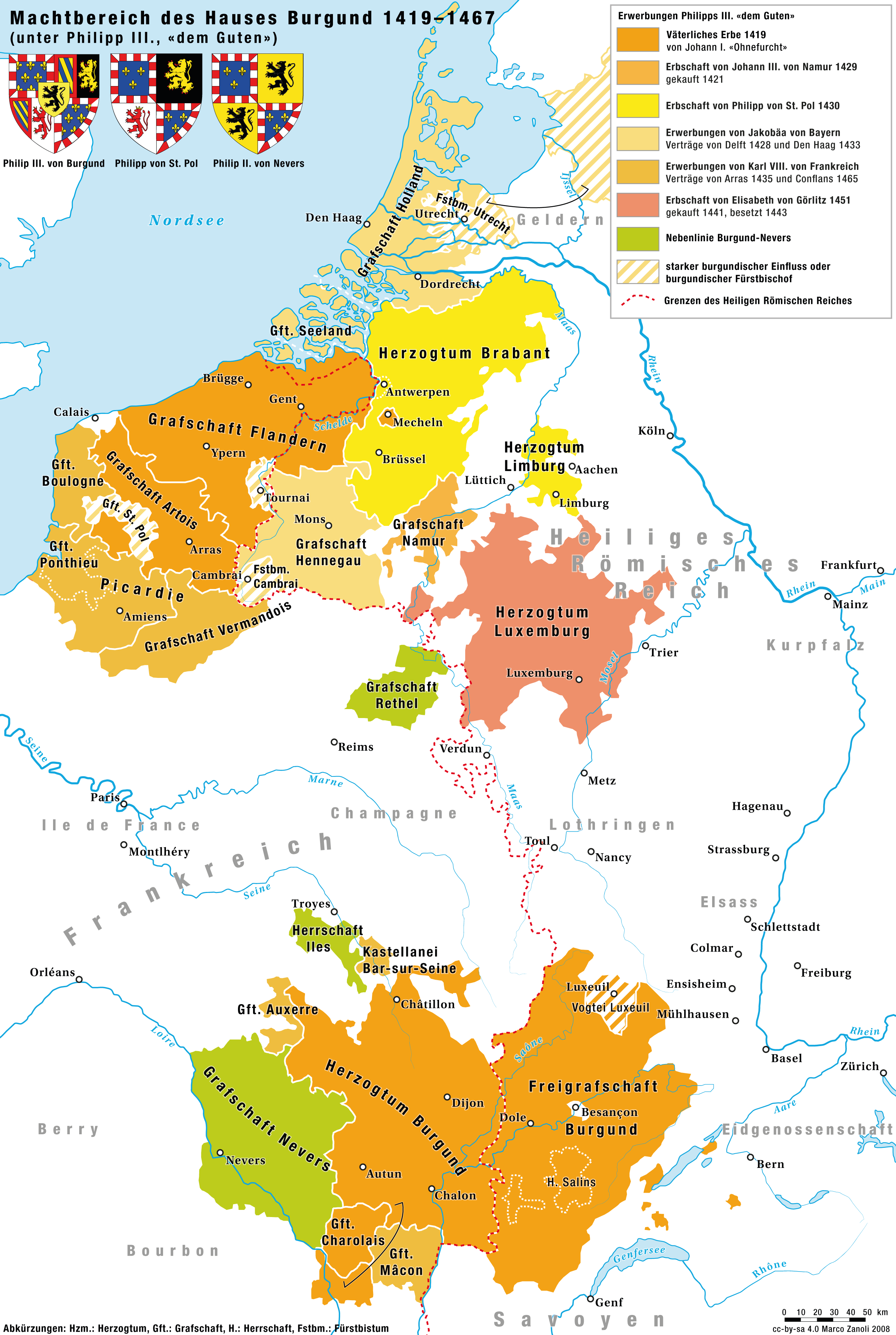
好人菲利普当政期间勃艮第公国领地的变迁

百年战争结束后，法兰西王国开始将矛头指向曾是英格兰王国盟友的勃艮第公国。接替查理七世的法兰西国王路易十一以加强中央集权、整合法兰西王国为目标，法兰西王室与勃艮第公国之间的矛盾日益凸显。1463年，以好人菲利普的长子、夏洛莱伯爵大胆查理为首的部分大诸侯组成反对法王路易十一加强中央集权的公益同盟，共同对抗法王路易十一。但公益同盟与路易十一在军事上并未分出胜负。法王路易十一先是迫于压力签署《孔弗朗条约》，对公益同盟做出让步。因达到目的，公益同盟也宣告解散。但路易十一回到巴黎后很快就反悔，拒不承认该条约，使该条约中规定的条款并未得到有效执行。
15世纪勃艮第公国治下的低地曾多次爆发叛乱，其中的一个重要原因是勃艮第公国在这一时期试图加强对低地的控制并征收更多赋税。1467年，好人菲利普在第戎去世。他去世时，继承人大胆查理正在低地平叛。好人菲利普的所有爵位均由继承人大胆查理继承。
好人菲利普当政时代，勃艮第公国的领地得到进一步的扩张，荷兰、泽兰、埃诺、阿图瓦，以及那慕尔等地都成为了勃艮第公爵名下的领地:405-406。此外，根据1435年的《阿拉斯条约》，法兰西王国将皮卡第割让给了勃艮第公国。这一时期，勃艮第公国已发展成为欧洲的强权之一，勃艮第公国比深陷百年战争泥潭的英格兰王国和法兰西王国都要富裕。因勃艮第公爵积极赞助艺术，勃艮第公国的艺术也一度达到很高水平:405-406。
大胆查理继承勃艮第公爵之初，勃艮第公国的领地得到了进一步的扩张。1468年，大胆查理在佩罗讷与路易十一会面。而在会面开始前，路易十一曾在暗中煽动列日的叛乱。列日的叛乱在会面过程中爆发，得知路易十一曾煽动这次叛乱后，大胆查理极为愤怒，并将路易十一扣留。大胆查理曾一度计划将路易十一杀死、另立贝里公爵为王，但他最后还是将路易十一释放，并与他签订《佩罗讷条约》。路易十一在这份条约中许诺将忠实执行他与公益同盟签订的《孔夫朗条约》，并给予贝里公爵领土补偿。1469年，大胆查理从外奥地利大公西吉斯蒙德处买下阿尔萨斯地区的费雷特伯国及其他一些城镇。1473年，大胆查理从年老的海尔德公爵阿诺尔德那里获得了他名下领地的继承权。到这时，大胆查理只需要再征服洛林与瑞士的一些地区，似乎就可以达到历代勃艮第公爵拓展领土、将名下领地整合为一体的目标了:406-407。
英格兰王国的玫瑰战争中，勃艮第公国支持约克王朝一方，法兰西王室则是支持兰开斯特王朝。玫瑰战争最终以约克王朝的胜利告终，这使路易十一不得不暂时对勃艮第公国采取妥协态度。
大胆查理拥有与和父亲好人菲利普相同的一个目标，即通过加冕为王使勃艮第成为一个完全独立的国家。1473年，大胆查理几乎就要达成这一目标。当年，神圣罗马帝国皇帝腓特烈三世（也是奥地利大公腓特烈五世）许诺为大胆查理举行仪式，加冕他为勃艮第国王。得到腓特烈三世承诺后，勃艮第公国方面便开始着手准备加冕仪式。但是，腓特烈三世最后却在举行仪式前趁夜色逃走，使加冕一事无疾而终:406-407。

### 解体

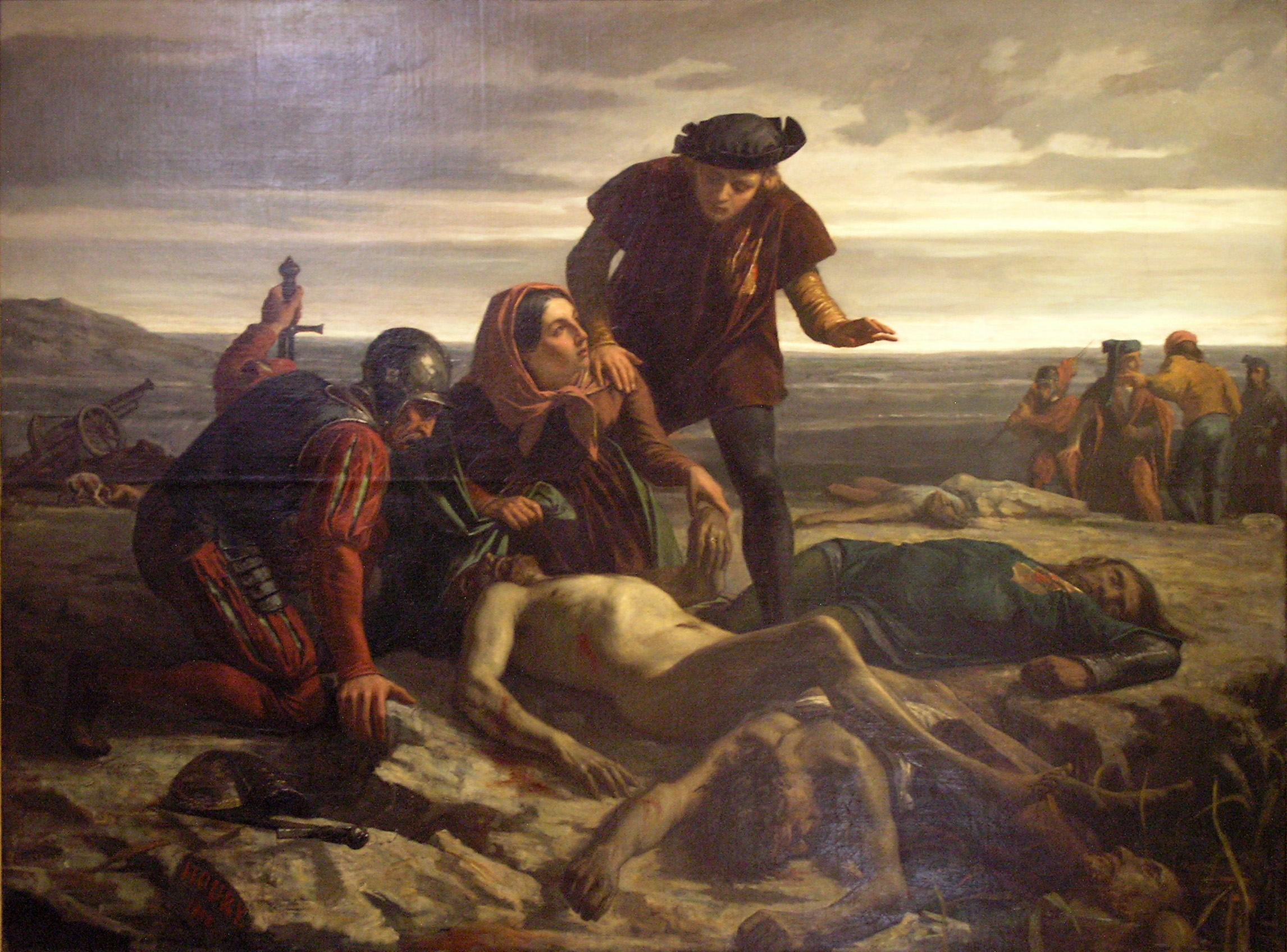
人们在南锡战役后找回大胆查理遗体的油画，由后人根据想象绘制

路易十一使用一系列手段孤立他的敌人大胆查理。1475年，大胆查理恢复了与英格兰王国的旧联盟，英格兰王国也开始重提对法兰西王位的主张。但路易十一很快通过重金贿赂英格兰贵族与英格兰国王爱德华四世，使爱德华四世在1475年8月撕毁与大胆查理的盟约。路易十一也曾在暗中煽动大胆查理与瑞士邦联和洛林公国的矛盾，使大胆查理与瑞士和洛林开战。
在与瑞士和洛林的战争初期，大胆查理取得了一些战果，夺取了包括洛林公国在内的土地，但他很快就在军事上遭遇一系列失败。1474-1475年，大胆查理久攻小城镇诺伊斯不下，最后被迫放弃夺取该地的计划。1475年11月，大胆查理曾一度攻下南锡，但紧接着勃艮第公国军便被瑞士军队击败，勃艮第公国也在1476年10月失去刚攻下不久的南锡:406-407。
在失去南锡后，大胆查理又犯下错误，决定在寒冷的冬季重夺南锡。1477年1月5日，大胆查理在南锡战役中亲自上阵，但这场战役以勃艮第公国的惨败收场，大胆查理也在战斗中战死。几天后，人们才在一条水沟里找到大胆查理头颅已被劈裂成两半、面目全非的遗体。根据推断，大胆查理是因头颅被斧枪砍中而死:406-407。
勃艮第公国不承认女性的继承权，而大胆查理仅留下一个女儿勃艮第的玛丽。这使得勃艮第公国出现了继承危机，勃艮第瓦卢瓦王朝就此断绝。勃艮第的玛丽选择嫁给后来成为神圣罗马帝国皇帝的马克西米利安结婚，使哈布斯堡王朝获得勃艮第公国的继承权。而法兰西王国同样对勃艮第公国有领土主张。最后，根据1482年签订的《阿拉斯条约》，法兰西王国获得勃艮第公国的旧领与皮卡第，而其他勃艮第公爵名下的领地则是由奥地利的哈布斯堡王朝继承。勃艮第公国就此以领土被法奥两国瓜分告终。

## 文化

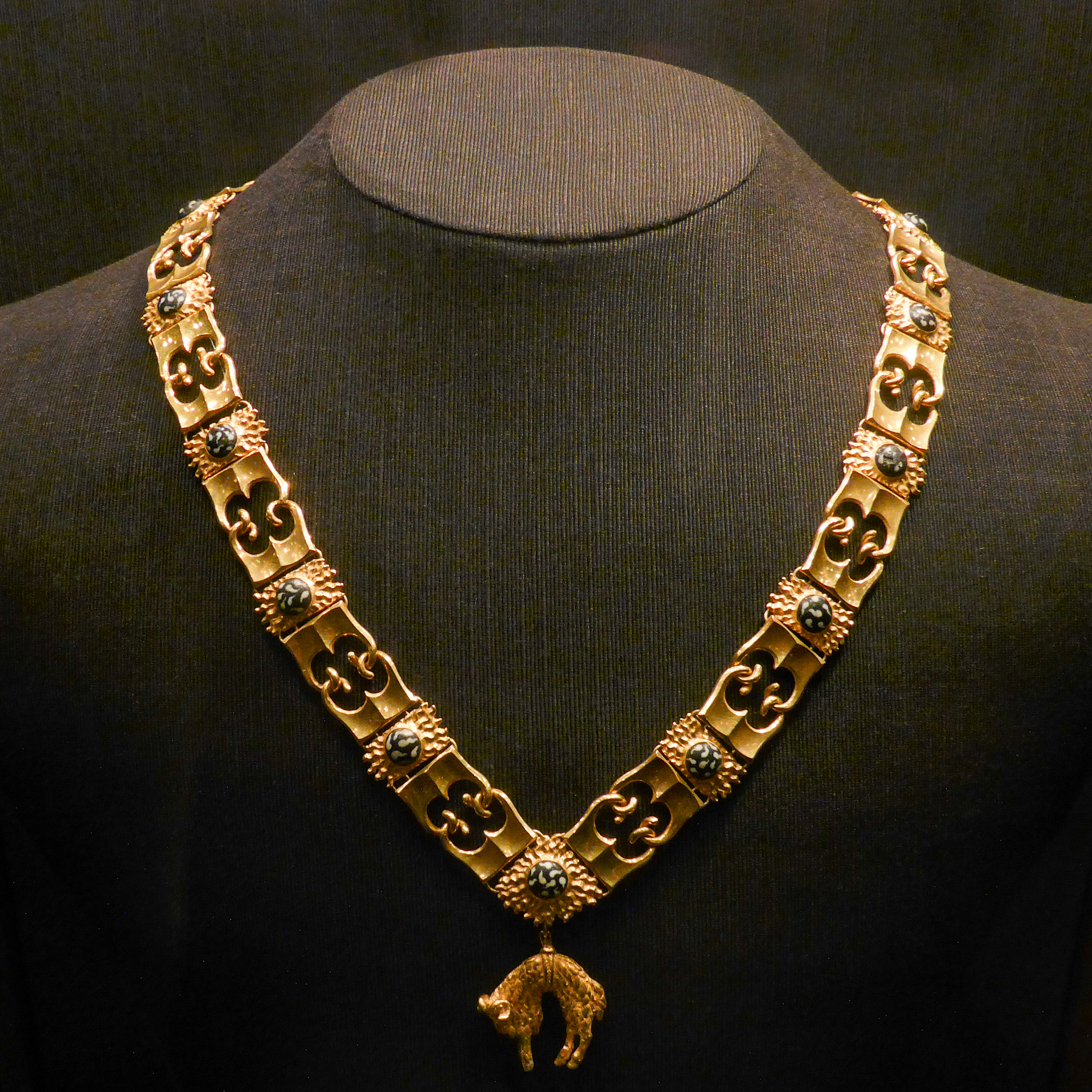
金羊毛骑士团勋章

勃艮第公国在14至15世纪进入极盛期，这一时期，勃艮第公国的宫廷生活以奢华而著称、繁复的宫廷生活也催生了艺术上的进步。勃艮第的艺术在这一时期相当兴盛。勃艮第公爵好人菲利普对艺术尤其感兴趣，在他当政时期，他曾招募一大批艺术家到他门下。当时诸如扬·凡·爱克、彼得鲁斯·克里斯蒂等许多有名的画家都居住在勃艮第公爵的领地内。
发源于勃艮第公国的金羊毛骑士团是欧洲最富盛名的骑士团之一。1430年，以与葡萄牙的伊莎贝拉的婚姻为契机，勃艮第公爵好人菲利普仿照他钦慕的英格兰嘉德骑士团创设了金羊毛骑士团。勃艮第公国解体后，金羊毛骑士团在哈布斯堡王朝得到延续。随西班牙哈布斯堡王朝与奥地利哈布斯堡王朝的分家，金羊毛骑士团也随之分为奥地利分支与西班牙分支。

## 经济
勃艮第公国的首都第戎在中世纪勃艮第王朝治下发展成了一座重要的商业城市。14至15世纪，勃艮第公爵治下的低地地区不仅是当时欧洲最富庶的地区之一，也是当时的欧洲贸易中心之一。例如，佛兰德地区是布料生产中心与贸易枢纽。不过，随贸易与生产结构的改变，佛兰德与列日等地在这一时期已经开始衰落。15世纪在列日的乡村地区煤炭曾得到较广泛的应用，但在列日的叛乱被大胆查理镇压后，这一地区对煤炭的利用日渐衰落:358-359。
在大胆查理之前，勃艮第公爵在治下的各地实行不同的税收政策，位于低地的众多城市享有一些经济上的特权。大胆查理决定在所有领地内采取单一税制，并将低地城市的经济特权废除，引发了低地城市一系列的暴动:368;393。

## 王朝

勃艮第王朝的纹章

欧坦的理查于918年被封为第一代勃艮第公爵。他的后代统治勃艮第公国直到1002年勃艮第公爵亨利一世在没有继承人的情况下去世。经过与勃艮第伯国的继承战争，由卡佩王朝统治的法兰西王国确保自身仍保有勃艮第公国的领地:92-93。1032年，法兰西国王亨利一世将勃艮第公国封给弟弟罗贝尔一世，勃艮第公国自此开始由卡佩王朝的支系勃艮第王朝统治。
勃艮第王朝有一个支系葡萄牙勃艮第王朝。罗贝尔一世的幼子勃艮第的亨利因没有继承权而决定前往伊比利亚半岛参加再征服运动。勃艮第的亨利后来嫁给莱昂国王阿方索六世的私生女葡萄牙女伯爵特蕾莎、获封葡萄牙伯爵。勃艮第的亨利之子阿方索一世成功使葡萄牙地区从莱昂王国独立，并在1139年成为独立后的葡萄牙王国第一代国王，开创了葡萄牙勃艮第王朝。
1361年，勃艮第王朝最后一代勃艮第公爵菲利普一世去世。因为他没有留下合法的继承人，勃艮第王朝随之断绝，勃艮第公国由瓦卢瓦王朝的法兰西国王约翰二世继承。1363年，约翰二世将勃艮第公国封给了他的第四子勇敢的菲利普，勃艮第公国开始由瓦卢瓦勃艮第王朝统治。瓦卢瓦勃艮第王朝的统治共持续114年，共有4名勃艮第公爵出自瓦卢瓦勃艮第王朝。1477年，末代勃艮第公爵大胆查理战死。大胆查理死去时没有留下任何继承人，导致瓦卢瓦勃艮第王朝绝嗣，勃艮第公国的领地也随之被瓜分。

## 疆域的变化

勃艮第公國於918年－1477年之間的領土擴張

欧坦的理查于918年被封为勃艮第公爵时，勃艮第公国只拥有大约等于旧勃艮第王国位于索恩河以西的领地。第一次勃艮第继承危机后，经过继承战争，法兰西王国仍保有这部分领地。其后，勃艮第王朝的勃艮第公爵厄德四世于1335年通过一桩与勃艮第女伯爵让娜三世的政治联姻获得了勃艮第伯国的继承权，勃艮第公国与勃艮第伯国合二为一。但勃艮第伯国在勃艮第王朝绝嗣后成为了佛兰德伯爵的领地，旧勃艮第公国领地则是由瓦卢瓦王朝法兰西国王约翰二世继承，勃艮第公国暂时成为法兰西王冠领地的一部分。其后，1363年，约翰二世将勃艮第公国封给了小儿子勇敢的菲利普，自此勃艮第公国进入由瓦卢瓦勃艮第王朝统治的时代。
在瓦卢瓦勃艮第王朝统治时期，历代勃艮第公爵通过联姻、购买，以及权力转移等方式逐步扩大名下的领地、壮大勃艮第公国的势力。1369年，勇敢的菲利普通过与佛兰德女伯爵玛格丽特三世的婚姻获得了佛兰德伯国与勃艮第伯国等地的继承权，不仅重新统一勃艮第公国与勃艮第伯国，也使勃艮第公国开始了在低地的扩张:405-406。勇敢的菲利普的孙子好人菲利普当政期间，勃艮第公国的领地得到进一步扩张，荷兰、泽兰、埃诺、阿图瓦，以及那慕尔，以及原属于法兰西王国的皮卡第等地区都成为了勃艮第公爵名下的领地:405-406。好人菲利普的儿子、末代勃艮第公爵大胆查理则先是从外奥地利大公西吉斯蒙德处买下阿尔萨斯地区的费雷特伯国及其他一些城镇，然后又在1473年从年老的海尔德公爵阿诺尔德那里获得了他名下领地与遗产的继承权。大胆查理也曾通过战争占领瑞士以及洛林等地的一些领地:406-407。
大胆查理战死后，法奥两国将勃艮第公国的领地瓜分，其中法国获得了勃艮第公国本部以及皮卡第的领地，勃艮第公爵名下的其他领地则是归入奥地利的哈布斯堡王朝名下。